# Sale of Goods Act de 1979
 (octobre 2022).
Si vous disposez d'ouvrages ou d'articles de référence ou si vous connaissez des sites web de qualité traitant du thème abordé ici, merci de compléter l'article en donnant les références utiles à sa vérifiabilité et en les liant à la section « Notes et références ».
Lire en ligne

version originale

Le Sale of Goods Act est une loi en vigueur au Royaume-Uni, relative aux marchandises qui sont vendues et achetées.
Il a notamment pour but de protéger les « parties faibles » au contrat.
Il se découpe en sept parties :
- Partie I : Champ d'application
- Partie II : La formation du contrat
- Partie III : Effets du contrat
- Partie IV : Exécution du contrat
- Partie V : Les droits du vendeur impayé
- Partie VI : Actions pour rupture de contrat
- Partie VII : Supplémentaire